# 中华人民共和国城市居民委员会组织法
《中华人民共和国城市居民委员会组织法》是一部規定中華人民共和國城市居民委員會組織結構、選舉辦法等各方面的法律，前身是1954年12月31日通過的《城市居民委員會組織條例》。1980年，全國人大常委會重新公佈該條例。1989年12月26日，七屆全國人大第十一會議通過中华人民共和国城市居民委员会组织法。1990年1月1日正式施行，同時城市居民委員會組織條例失效。2018年12月29日，第十三届全国人民代表大会常务委员会第七次会议對該法修訂，即日起生效。